# Hildisvin

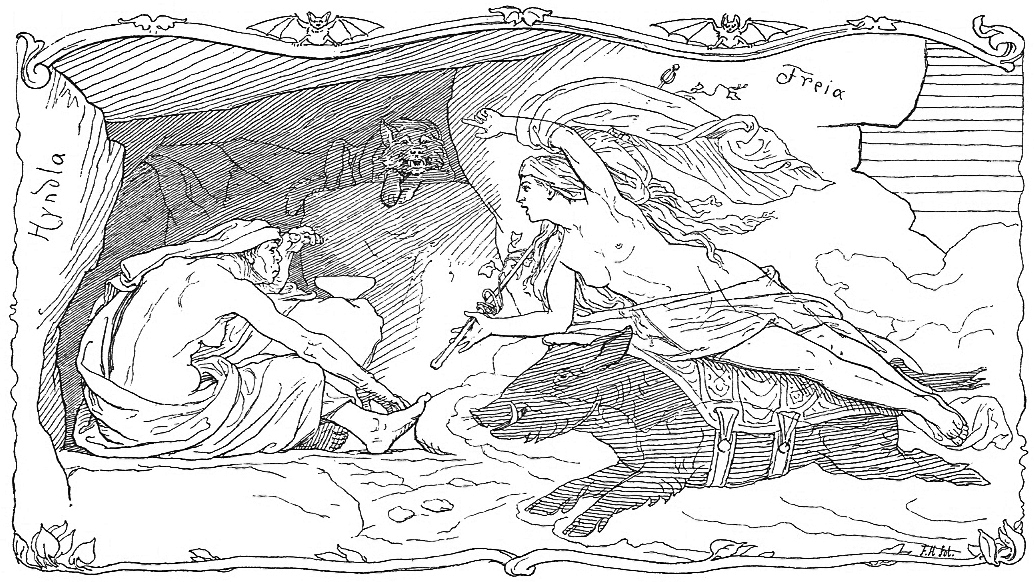
Freja rider på Hildisvin för att hälsa på Hyndla.
Teckning utförd av Lorenz Frölich (1895).

Hildisvin (”stridsgalten”) är i nordisk mytologi gudinnan Frejas svin. Det är omnämnt som hennes riddjur i sjunde versen av eddadikten Hyndlas sång och ska vara utfört av dvärgarna Dain och Nabbe.